# Rudolph Herman Christiaan Carel Scheffer
Pour les articles homonymes, voir Scheffer.
Rudolph Herman Christiaan Carel Scheffer est un botaniste néerlandais, né en 1844 à Spaarndam et mort en 1880 à Sindanglaja.
Il fait ses études à l’université d'Utrecht et suit les cours de Friedrich Anton Wilhelm Miquel (1811-1871). Après son doctorat en 1867, il part sur l’île de Java et rejoint le Jardin botanique de Buitenzorg l’année suivante. En 1876, il fonde une école d’agriculture et le jardin de montagne de Tjibodas. Il est aussi le fondateur de la revue Annales du Jardin botanique de Buitenzorg.

## Source
- Ressources relatives à la recherche :   - Biodiversity Heritage Library
  - Harvard University Herbaria & Libraries
  - International Plant Names Index
- Notices dans des dictionnaires ou encyclopédies généralistes :   - Biografisch Portaal van Nederland
  - Deutsche Biographie
- Notices d'autorité :   - VIAF
  - ISNI
  - GND
  - Pays-Bas
- Courte biographie de l’Herbier national des Pays-Bas (en anglais)

Scheff. est l’abréviation botanique standard de Rudolph Herman Christiaan Carel Scheffer.
Consulter la liste des abréviations d'auteur en botanique ou la liste des plantes assignées à cet auteur par l'IPNI, la liste des champignons assignés par MycoBank, la liste des algues assignées par l'AlgaeBase et la liste des fossiles assignés à cet auteur par l'IFPNI.